# 体育小说
体育小说是長篇小說中的一種文類，此類小說以体育运动为主题。 体育小说中的角色，尤其是主人公，通常都是运动员，故事年代一般是設在當代或近代，小說情節基本都與体育比赛有關，而且小說基本都要提到主人公是如何成长、克服困难等。 